# 鄭甲柱
鄭 甲柱（チョン・ガプチュ、朝鮮語: 정갑주、1906年6月26日または6月27日 - 1963年9月8日）は、日本統治時代の朝鮮の独立運動家、大韓民国の校長、警察署長、政治家。第3代韓国国会議員。
号は南荷（ナマ、남하）。

## 経歴
慶尚南道泗川郡（現・泗川市）出身。三千浦公立普通学校（現・三千浦初等学校）、普成専門学校法科、中央大学法学部卒。日本統治時代は朝鮮学生研究会幹部、新幹会学生部長、光州学生事件普専学生代表、国際学生友交会朝鮮学生代表、東京朝鮮キリスト教青年会理事、東京留学生英語会会長を歴任した。光復後は韓国民主党中央執行委員、東莱韓国キリスト教青年会理事、国際韓国反共会韓国代表、学校法人普興義塾傘下の三千浦中学校・三千浦高等学校・三千浦女子中学校・三千浦女子高等学校の校長、大田警察署長、清州警察署長、警察専門学校教授、泗川教育会会長、三千浦水利組合創立委員長、財団法人普興義塾初代校長・理事長・終身名誉校長、自由党所属の国会議員を務めた。

## エピソード
第3代国会初期の国会本会議でジャーナリストを「新聞屋」と呼んで物議を醸して、一躍有名となった。
国会議員在任中に数回の試行錯誤の後、1956年に故郷の三千浦邑を三千浦市へ昇格させた。しかし、2年後の第4代総選挙では自由党の候補として三千浦選挙区から出馬したが、無所属の李在賢に敗れて、2位で落選した。